# 张永山
张永山（Y. Austin Chang，1932年11月12日—2011年8月2日），美籍华裔材料科学家，主要研究领域包括合金热力学、物理冶金等。

## 生平
1932年11月12日，张永山出生于中国河南省鞏縣八里庄，十三歲開始接受正規教育，十七歲赴美求學。1954年，张永山获伯克利加州大学化学工程系学士学位，次年获华盛顿大学化学工程硕士学位；1963年，获伯克利加州大学冶金学博士学位。1967年起，张永山任教于威斯康星大学密尔沃基分校，1971－1977年任材料工程系主任，1978－1980年任研究生院副院长。1980年，张永山赴威斯康星大学麦迪逊分校任教，1982－1991年担任材料科学与工程系主任；1988年，成为威斯康辛大学系统卓越讲座教授（Wisconsin Distinguished Professor）。他曾先后当选美国国家工程院院士（1996年）、中国科学院外籍院士（2000年）、中華民國中央研究院院士（2010年）。他还是中華民國国立清华大学、国立台湾科技大学，中國北京科技大学、中南工业大学、东北大学、东南大学等校的荣誉教授。2006年退休，并获荣休教授（Professor Emeritus）称号。2011年8月2日，张永山在纽约逝世。

## 榮譽
- 1989年－威廉·休謨-羅瑟獎（William Hume-Rothery Award of TMS）
- 1996年－錢伯恩·馬修森獎章（Champion H. Mathewson Medal of TMS）
- 2000年－約翰·巴丁獎（John Bardeen Award of TMS）

## 外部連結
1. 1 2  . 中央研究院.   [2011-10-16]. （原始内容存档于2016-03-04）.
2. 1 2  . 科学网. 2011-08-09  [2011-10-16]. （原始内容存档于2021-01-02）.
3. ↑  有故事的人：張永山院士回憶錄 （页面存档备份，存于） 蔣榮玉 清華大學
4. 1 2  .   [2011-10-16]. （原始内容存档于2011-12-09）.
5. ↑  . 國立清華大學材料工程學系.   [2011-10-16]. （原始内容存档于2011-04-08）.
6. ↑  . 国立台湾科技大学. （原始内容存档于2016-03-04）.
7. ↑  . 中国科学院. （原始内容存档于2011-09-30）.